# Holque
Holque (en néerlandais : Holke) est une commune française, située dans le département du Nord en région Hauts-de-France.

## Géographie

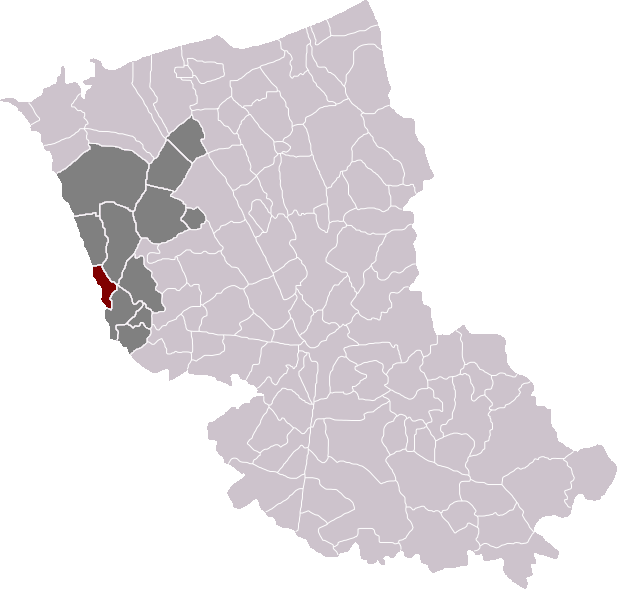
Holque dans son canton et son arrondissement.

### Situation

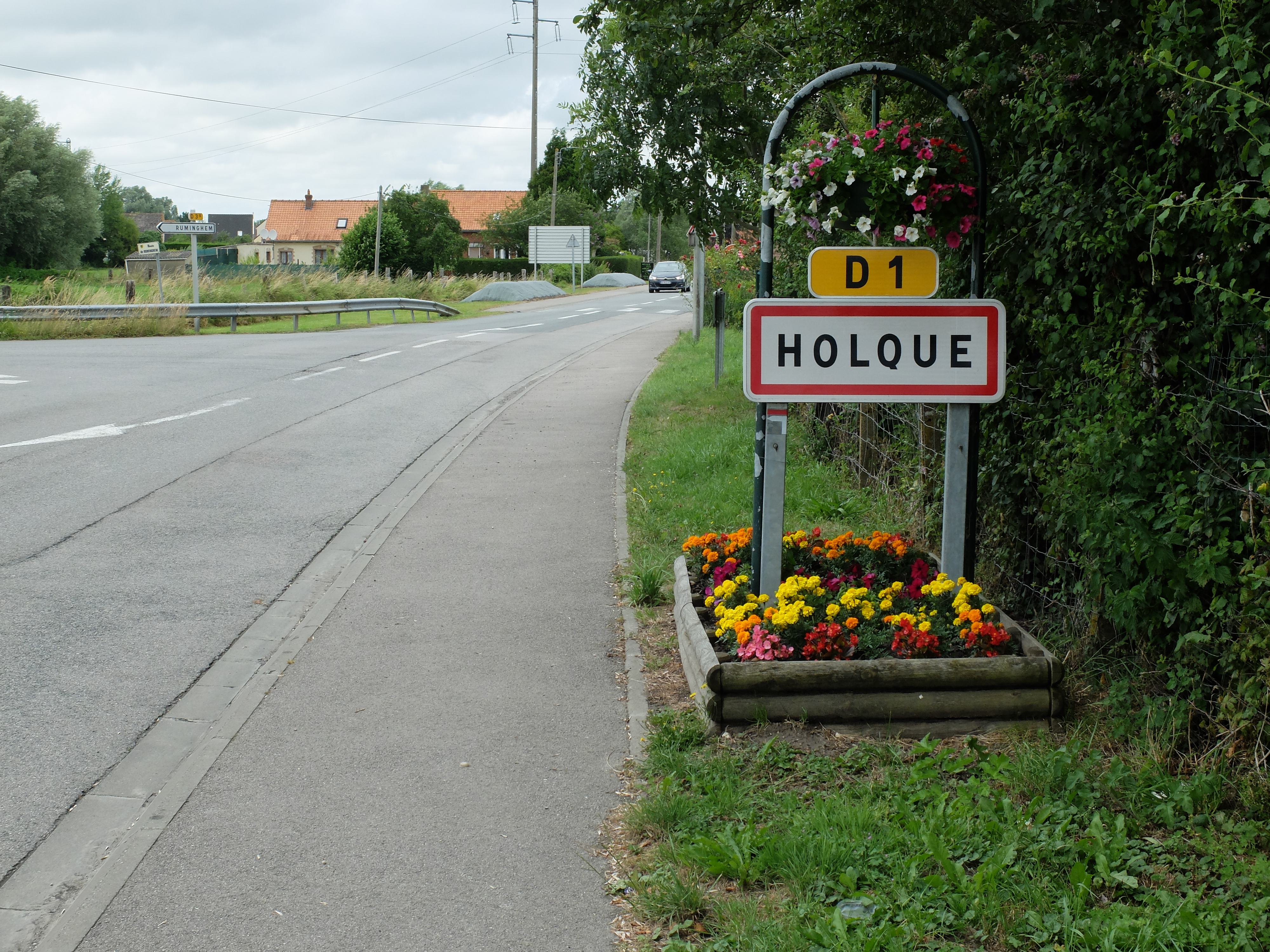
Une entrée de la commune.

|                             | Saint-Pierre-Brouck | Cappelle-Brouck |
| Ruminghem (Pas-de-Calais)   | Holque              | Millam          |
| Éperlecques (Pas-de-Calais) |                     | Watten          |

### Hydrographie

#### Réseau hydrographique
La commune est située dans le bassin Artois-Picardie. Elle est drainée par l'Aa canalisé, le canal de la Haute Colme, le Tiret, le Collecteur, le watergang de l'Ouest de Saint-Pierrebrouck, le Snaekedyck, le watergang de l'Est d'Holque, le watergang du Chemin Vert, la Vieille Holque et le watergang Denna,,.
L'Aa est un fleuve côtier d'une longueur de 89 km ; il prend sa source dans la commune d'Arques et se jette  dans la mer du Nord· à Gravelines. La section traversant la commune est canalisée. 
Le canal de la Haute-Colme relie l'Aa à Watten au canal de Bergues et au canal de la Basse-Colme à Bergues. Il fait partie du canal de la Colme, et correspond à la partie occidentale, la seule encore accessible à la navigation fluviale. 
Le Tiret, d'une longueur de 10 km, prend sa source dans la commune de Polincove et se jette  dans l'Aa canalisé sur la commune, après avoir traversé cinq communes. 

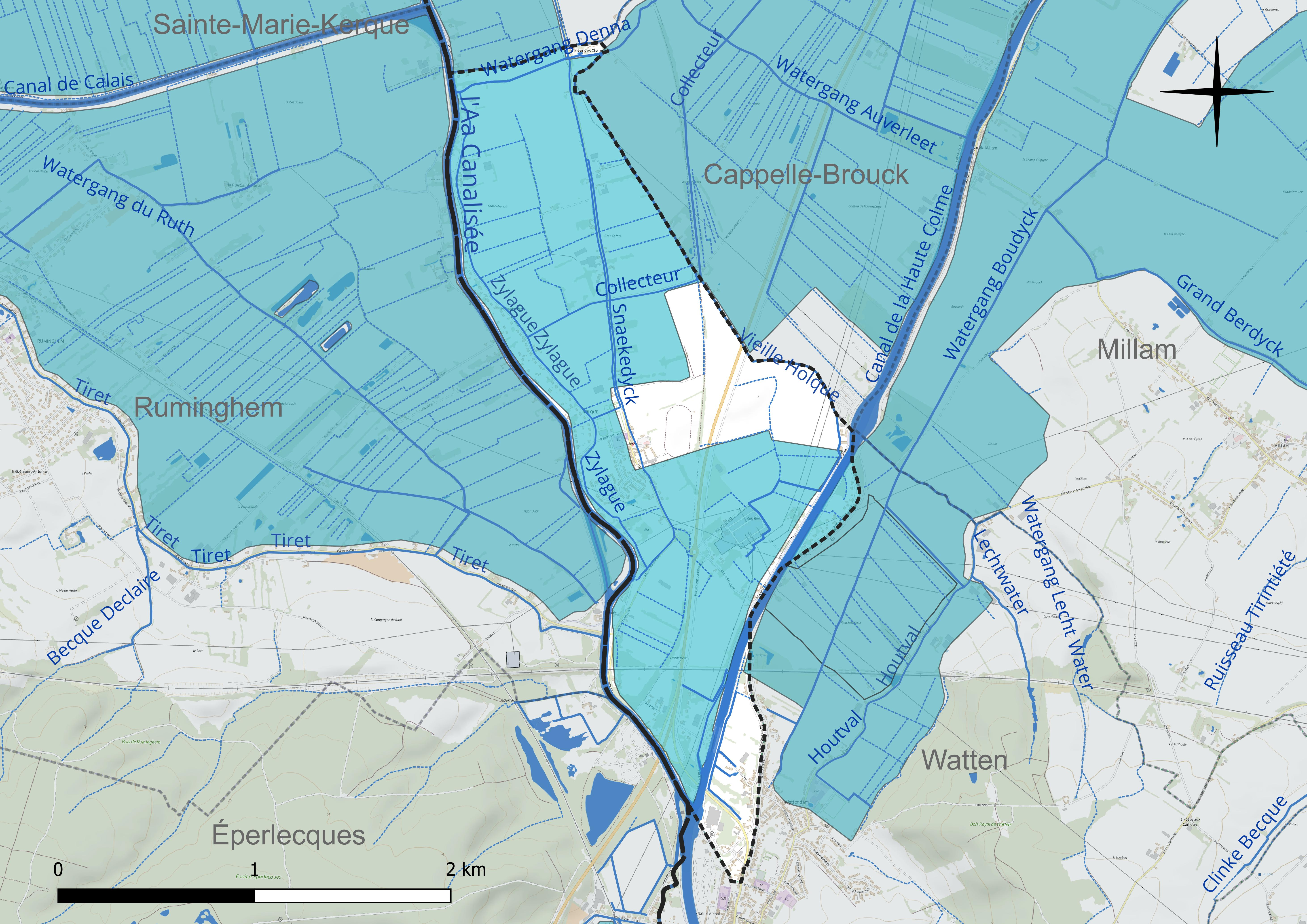
Réseau hydrographique de Holque.

#### Gestion et qualité des eaux
Le territoire communal est couvert par le schéma d'aménagement et de gestion des eaux (SAGE) « Delta de l'Aa ». Ce document de planification concerne un territoire de 1 208 km2 de superficie, délimité par le bassin versant de l'Aa. Le périmètre a été arrêté le 18 août 2000 et le SAGE proprement dit a été approuvé le 15 mars 2010. La structure porteuse de l'élaboration et de la mise en œuvre est l'Institution intercommunale des Wateringues. 
La qualité des cours d'eau peut être consultée sur un site dédié géré par les agences de l'eau et l'Agence française pour la biodiversité. 

### Climat
Pour des articles plus généraux, voir Climat des Hauts-de-France et Climat du Nord.
En 2010, le climat de la commune est de type climat océanique altéré, selon une étude du CNRS s'appuyant sur une série de données couvrant la période 1971-2000. En 2020, Météo-France publie une typologie des climats de la France métropolitaine dans laquelle la commune est exposée à un climat océanique et est dans la région climatique  Côtes de la Manche orientale, caractérisée par un faible ensoleillement (1 550 h/an) ; forte humidité de l'air (plus de 20 h/jour avec humidité relative > 80 % en hiver), vents forts fréquents.
Pour la période 1971-2000, la température annuelle moyenne est de 10,5 °C, avec une amplitude thermique annuelle de 13,6 °C. Le cumul annuel moyen de précipitations est de 824 mm, avec 12,5 jours de précipitations en janvier et 7,7 jours en juillet. Pour la période 1991-2020, la température moyenne annuelle observée sur la station météorologique la plus proche, située sur la commune de Watten à 2 km à vol d'oiseau, est de 11,3 °C et le cumul annuel moyen de précipitations est de 822,8 mm,. Pour l'avenir, les paramètres climatiques de la commune estimés pour 2050 selon différents scénarios d'émission de gaz à effet de serre sont consultables sur un site dédié publié par Météo-France en novembre 2022.
| Mois                                  | jan.             | fév.           | mars           | avril           | mai             | juin           | jui.           | août           | sep.           | oct.            | nov.            | déc.             | année      |
| ------------------------------------- | ---------------- | -------------- | -------------- | --------------- | --------------- | -------------- | -------------- | -------------- | -------------- | --------------- | --------------- | ---------------- | ---------- |
| Température minimale moyenne (°C)     | 2                | 2              | 3,5            | 5,1             | 8,3             | 11,2           | 13,4           | 13,4           | 10,8           | 8,1             | 5               | 2,6              | 7,1        |
| Température moyenne (°C)              | 4,8              | 5,3            | 7,6            | 10,3            | 13,5            | 16,3           | 18,5           | 18,6           | 15,7           | 12,1            | 8,1             | 5,2              | 11,3       |
| Température maximale moyenne (°C)     | 7,6              | 8,5            | 11,7           | 15,5            | 18,6            | 21,3           | 23,7           | 23,8           | 20,7           | 16,1            | 11,1            | 7,9              | 15,5       |
| Record de froid (°C) date du record   | −19,3 14.01.1982 | −14,6 11.02.12 | −11 07.03.1971 | −4,6 02.04.1996 | −1,4 03.05.1981 | 1,1 02.06.1991 | 4,5 01.07.1984 | 4,7 28.08.1978 | 1,3 22.09.1997 | −6,8 29.10.1997 | −9,6 30.11.1978 | −13,8 29.12.1996 | −19,3 1982 |
| Record de chaleur (°C) date du record | 16,1 01.01.22    | 20 24.02.21    | 25,9 31.03.21  | 28,9 19.04.18   | 32,8 27.05.05   | 35,8 21.06.17  | 41,9 25.07.19  | 37 10.08.03    | 33,6 05.09.13  | 29,9 01.10.11   | 20,3 07.11.15   | 16,4 19.12.15    | 41,9 2019  |
| Précipitations (mm)                   | 69,5             | 57,8           | 50             | 43,9            | 56,4            | 58,8           | 67             | 72,9           | 71,9           | 83,9            | 97,3            | 93,4             | 822,8      |

## Urbanisme

### Typologie
Au 1er janvier 2024, Holque est catégorisée commune rurale à habitat dispersé, selon la nouvelle grille communale de densité à sept niveaux définie par l'Insee en 2022.
Elle appartient à l'unité urbaine de Saint-Omer, une agglomération inter-départementale regroupant 23  communes, dont elle est une commune de la banlieue,,. Par ailleurs la commune fait partie de l'aire d'attraction de Dunkerque, dont elle est une commune de la couronne,. Cette aire, qui regroupe 66 communes, est catégorisée dans les aires de 200 000 à moins de 700 000 habitants,.

### Occupation des sols
L'occupation des sols de la commune, telle qu'elle ressort de la base de données européenne d'occupation biophysique des sols Corine Land Cover (CLC), est marquée par l'importance des territoires agricoles (85,5 % en 2018), en diminution par rapport à 1990 (91,8 %). La répartition détaillée en 2018 est la suivante : 
terres arables (77,7 %), zones urbanisées (14,5 %), zones agricoles hétérogènes (7,7 %). L'évolution de l'occupation des sols de la commune et de ses infrastructures peut être observée sur les différentes représentations cartographiques du territoire : la carte de Cassini (XVIIIe siècle), la carte d'état-major (1820-1866) et les cartes ou photos aériennes de l'IGN pour la période actuelle (1950 à aujourd'hui).

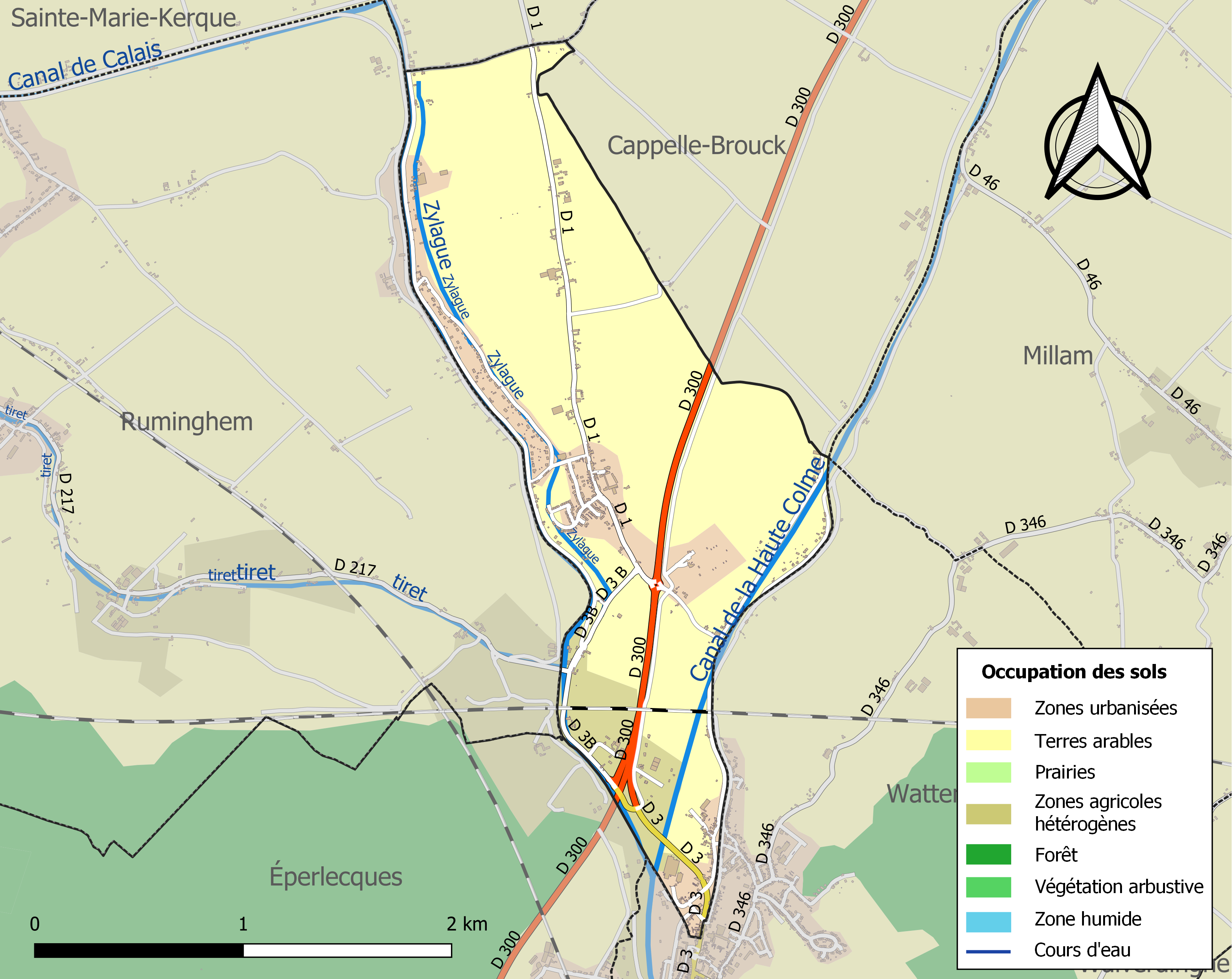
Carte des infrastructures et de l'occupation des sols de la commune en 2018 (CLC).

## Histoire
Le nom d'Holque apparait pour la première fois dans le cartulaire de l'abbaye de Watten en 1093.
Avant la Révolution française, la paroisse était incluse dans le diocèse de Thérouanne, puis à la disparition de celui-ci dans le diocèse de Saint-Omer.
Jusqu'à la Révolution française, Holque dépend de la châtellenie de Bourbourg. Le principal détenteur du territoire d'Holque, dénommé Seigneurie et comté d'Holque, avant la révolution française est l'abbaye de Watten puis l'évêque de Saint-Omer.
En 1093, Robert II de Flandre, dit Robert de Jérusalem, comte de Flandre, qui a multiplié les donations à l'abbaye lui donne la terre de Holeke (Holque) avec bois et marais. À partir de cette date, le dessèchement du territoire est effectué par les moines. De même que sur l'ensemble de leurs possessions, ceux-ci possèdent progressivement sur leur terre d'Holque toute la justice seigneuriale avec le personnel judiciaire et de police approprié (bailly, échevins nommés par le dirigeant de l'abbaye, greffier, receveur, sergent d'armes,...).
En 1608, l'évêque de Saint-Omer qui avait repris en mains propres la gestion de l'abbaye de Watten, malmenée à l'époque des troubles religieux au milieu du XVIe siècle (furie iconoclaste), donne l'abbaye aux jésuites anglais en exil qui en font leur noviciat. Ceux-ci vont y rester jusqu'au bannissement des Jésuites du royaume de France, en 1763. Du fait de cette possession, en 1727, le recteur du noviciat anglais de la Compagnie de Jésus à Watten, supérieur de l'institution, porte le titre de comte d'Holque. Le bailli (son représentant dans différentes instances) du comte s'appelle à cette date Jean Baptiste de La Fosse.
Après le départ des Jésuites, le diocèse de Saint-Omer redevient propriétaire de l'abbaye et donc de la terre d'Holque jusqu'à la Révolution française de 1789.
Finalement, à son apogée, la seigneurie et comté d'Holque représentait une surface totale de 1 342 mesures, soit environ 600 hectares, autrement dit une superficie nettement plus étendue que le village d'aujourd'hui. Il est vrai, qu'outre tout le territoire d'Holque qui représentait l'équivalent de la commune d'aujourd'hui, elle comptait de nombreuses terres sur les paroisses voisines : Cappelle-Brouck, Looberghe, Merckeghem, Bollezeele, Saint-Georges-sur-l'Aa.
À la veille de Révolution, en 1750, l'église du village détient quelques terres, (d'une église à une autre, les situations sont très inégales) situées pour l'essentiel dans la paroisse. Ces biens sont administrés par un « conseil de la fabrique »; les terres sont louées et le produit de la location entre en recettes dans les comptes de l'église. L'église d' Holque possède 56 mesures de terre, soit environ 25 hectares. Le curé a droit à la portion congrue, dont le montant augmente selon le nombre de vicaires. À côté, la table des pauvres de chaque paroisse détient également quelques terres destinées à aider les indigents, celle d'Holque  possède 16 mesures de terre , soit environ 7 hectares.
Au moment de la Révolution française, en 1791, le procureur (membre de la municipalité) d'Holque fait partie de la « Société des Amis de la Constitution », société patriotique réunissant les partisans de la Révolution, de Watten.
En 1802-1803, il existe sur la commune un bac dit Bac de Wetz pour franchir l'Aa afin de pouvoir gagner plus facilement le Pas-de-Calais.
À la fin du XIXe siècle, Holque dispose d'une gare. La commune est située sur la voie ferrée Bourbourg-Watten.

### Première guerre mondiale
Pendant la Première Guerre mondiale, Holque est à l'arrière du front qui part de Nieuport, suit le cours de l'Yser vers les monts des Flandres. En 1916 et 1917, le village placé sous l'autorité du commandement d'étapes (organe de l'armée de terre organisant le stationnement et le passage de troupes) de Gravelines, de même que Bourbourg-ville et Bourbourg-Campagne, Saint-Pierre-Brouck, Loon-Plage, Grande Synthe, ...est le lieu de passage et de cantonnement de troupes, soldats français et belges, de répartition entre les communes concernées de travailleurs agricoles (136 à 143 selon les moments), de décision de fermetures temporaires d'établissements, notamment les cabarets ayant fourni à boire aux soldats en dehors des heures réglementaires, En juin 1917, la commune a reçu 350 masques à gaz pour la population civile.

## Politique et administration
Maire de 1802 à 1807 : Agathange Duchateau,.
Maire de 1929 à 1938 : Charles Lesaffre.
Maire en 1938-1939 : Henri Cortyl.
Maire de 1951 à 1965 : Louis Carré.

Maire de 1965 à 1978 au moins : Joseph Royer.

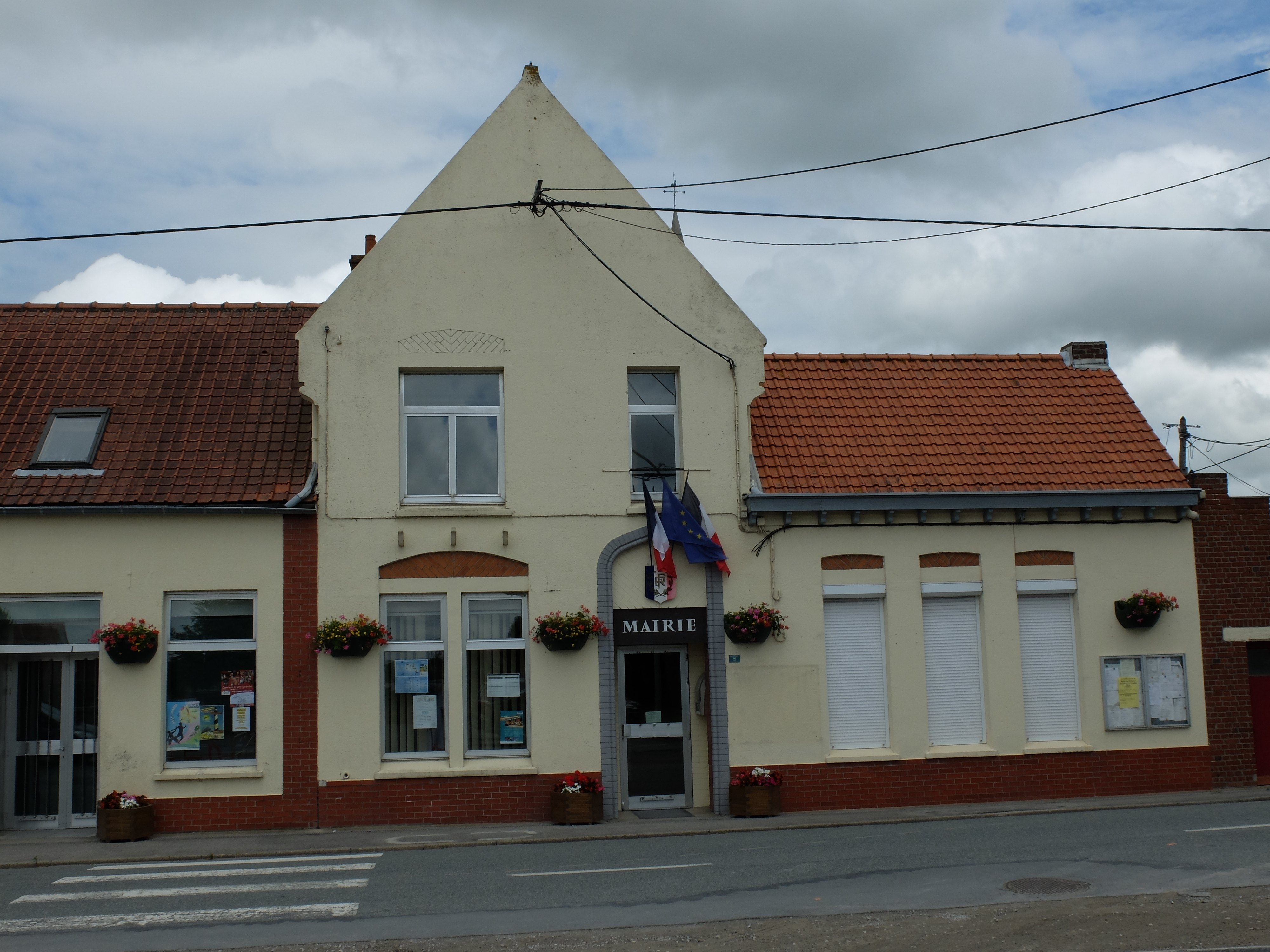
La mairie.

| Période                                  | Période  | Identité                                       | Étiquette | Qualité                       |
| ---------------------------------------- | -------- | ---------------------------------------------- | --------- | ----------------------------- |
| 1810                                     | 1813     | Ernest Joseph Ghys                             |           |                               |
| 1813                                     | 1847     | Louis Joseph Ghys                              |           | fils du précédent             |
| 1847                                     | 1848     | Pierre Nicolas Cleuet                          |           |                               |
| août 1848                                | 1860     | Charles Louis Dauchel                          |           |                               |
| 1860                                     | 1871     | Jean Baptiste Lardeur                          |           |                               |
| 1871                                     | 1896     | Charles Louis Ghys                             |           | fils de Louis Joseph Ghys     |
| 1896                                     | 1904     | Henri Florimond Ghys                           |           | frère du précédent            |
| 1904                                     | 1908     | Siméon Courcot                                 |           |                               |
| 1908                                     | 1912     | Léon Lardeur                                   |           | fils de Jean Baptiste Lardeur |
| 1912                                     | 1929     | Auguste Gogibus                                |           |                               |
|                                          |          |                                                |           |                               |
| 1988                                     | 2008     | Bernard Cadart                                 |           |                               |
| mars 2008                                | En cours | Fabrice Lamiaux Réélu pour le mandat 2020-2026 |           |                               |
| Les données manquantes sont à compléter. |          |                                                |           |                               |

## Population et société

### Démographie

#### Évolution démographique
L'évolution du nombre d'habitants est connue à travers les recensements de la population effectués dans la commune depuis 1793. Pour les communes de moins de 10 000 habitants, une enquête de recensement portant sur toute la population est réalisée tous les cinq ans, les populations de référence des années intermédiaires étant quant à elles estimées par interpolation ou extrapolation. Pour la commune, le premier recensement exhaustif entrant dans le cadre du nouveau dispositif a été réalisé en 2006.

En 2022, la commune comptait 855 habitants, en évolution de −4,89 % par rapport à 2016 (Nord : +0,51 %, France hors Mayotte : +2,11 %).
| 1793 | 1800 | 1806 | 1821 | 1831 | 1836 | 1841 | 1846 | 1851 |
| ---- | ---- | ---- | ---- | ---- | ---- | ---- | ---- | ---- |
| 299  | 282  | 317  | 312  | 357  | 407  | 398  | 464  | 469  |

| 1856 | 1861 | 1866 | 1872 | 1876 | 1881 | 1886 | 1891 | 1896 |
| ---- | ---- | ---- | ---- | ---- | ---- | ---- | ---- | ---- |
| 488  | 513  | 550  | 550  | 524  | 512  | 542  | 556  | 640  |

| 1901 | 1906 | 1911 | 1921 | 1926 | 1931 | 1936 | 1946 | 1954 |
| ---- | ---- | ---- | ---- | ---- | ---- | ---- | ---- | ---- |
| 600  | 633  | 593  | 665  | 647  | 597  | 595  | 510  | 617  |

| 1962 | 1968 | 1975 | 1982 | 1990 | 1999 | 2006 | 2011 | 2016 |
| ---- | ---- | ---- | ---- | ---- | ---- | ---- | ---- | ---- |
| 579  | 558  | 555  | 812  | 883  | 894  | 958  | 920  | 899  |

| 2021 | 2022 | - | - | - | - | - | - | - |
| ---- | ---- | - | - | - | - | - | - | - |
| 871  | 855  | - | - | - | - | - | - | - |

#### Pyramide des âges
La population de la commune est relativement jeune.
En 2018, le taux de personnes d'un âge inférieur à 30 ans s'élève à 36,1 %, soit en dessous de la moyenne départementale (39,5 %). À l'inverse, le taux de personnes d'âge supérieur à 60 ans est de 23,2 % la même année, alors qu'il est de 22,5 % au niveau départemental.
En 2018, la commune comptait 449 hommes pour 449 femmes, soit un taux de 50 % de femmes, légèrement inférieur au taux départemental (51,77 %).
Les pyramides des âges de la commune et du département s'établissent comme suit.
| Hommes | Classe d’âge | Femmes |
| ------ | ------------ | ------ |
| 0,7    | 90 ou +      | 0,2    |
| 3,2    | 75-89 ans    | 6,2    |
| 16,6   | 60-74 ans    | 19,4   |
| 23,0   | 45-59 ans    | 19,1   |
| 18,5   | 30-44 ans    | 20,8   |
| 16,1   | 15-29 ans    | 16,0   |
| 21,8   | 0-14 ans     | 18,2   |

| Hommes | Classe d’âge | Femmes |
| ------ | ------------ | ------ |
| 0,5    | 90 ou +      | 1,4    |
| 5,3    | 75-89 ans    | 8,1    |
| 14,8   | 60-74 ans    | 16,2   |
| 19,1   | 45-59 ans    | 18,4   |
| 19,5   | 30-44 ans    | 18,7   |
| 20,7   | 15-29 ans    | 19,1   |
| 20,2   | 0-14 ans     | 18     |

## Culture locale et patrimoine

### Lieux et monuments

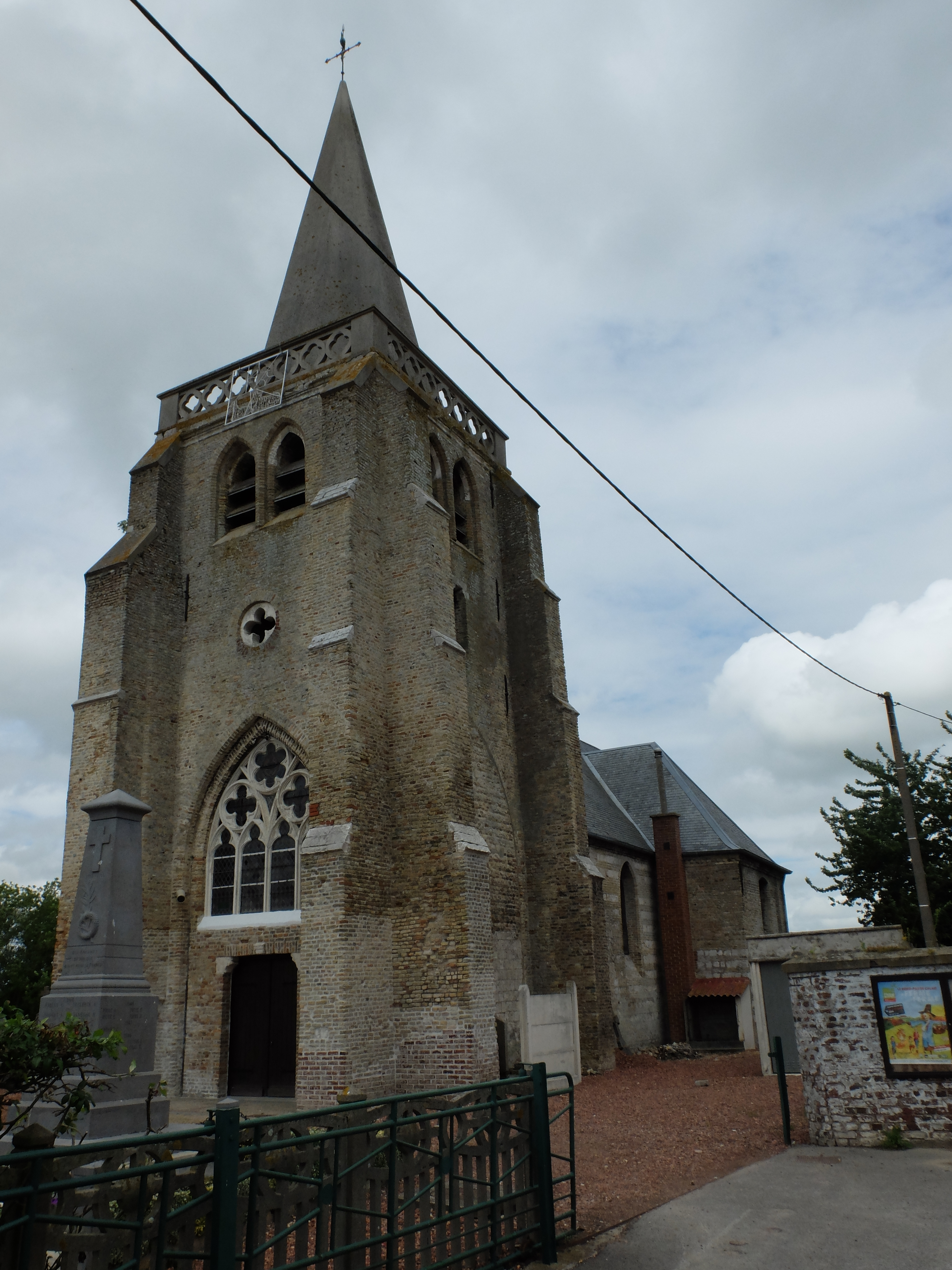
L'église.

- L'église Saint-Michel.
- Le monument aux morts.

### Héraldique
|  | Les armes de Holque se blasonnent ainsi :"D'azur à une vierge de carnation, vêtue d'argent et d'or, nimbée du même, assise sur un trône à l'antique aussi d'or, et tenant de sa dextre un sceptre du même et de la senestre l'Enfant Jésus de carnation, nimbé d'or et vêtu d'argent." |

## Pour approfondir